# Saint-Étienne-du-Bois (Vendeia)
Saint-Étienne-du-Bois é uma comuna francesa na região administrativa da Pays de la Loire, no departamento de Vendéia. Estende-se por uma área de 29,44 km². Em 2010 a comuna tinha 2 143 habitantes (densidade: 72,8 hab./km²).